# Захарова Валентина Петрівна
Захарова Валентина Петрівна (нар. 21 квітня 1939, Київ) — лікар-патологоанатом, доктор медичних наук, заслужений лікар України, лауреат Державної премії України в галузі науки і техніки. Завідувачка відділу патології з патологічною анатомією Національного інституту серцево-судинної хірургії імені Миколи Амосова НАМН України, головний науковий співробітник цього інституту.

## Біографія і наукова діяльність
У 1963 році закінчила Київський медичний інститут. Після закінчення працювала лікарем. Від 1965 працює в Національному інституті серцево-судинної хірургії імені Миколи Амосова НАМН України. Від 1986 — завідувачкою лабораторії патологічної морфології. У 1993 році захистила докторську дисертацію.
Основні напрямки наукових досліджень Валентини Петрівни: роль міграції лімфоцитів у формуванні імунної відповіді; мікроциркуляторне русло у синдромі коарктації аорти; судинний генезис міксом серця; судинні й респіраторні механізми у патогенезі легеневої гіпертензії при вадах серця; етіопатогенетична структура набутих вад серця та аневризм аорти.

## Основні наукові праці
- Studies of the Immunologically Specific Retention of Antigen-activated Limphoid Cells in Antigen-containing Lympha Nodes // Folia Biologica. 1975. Vol. 25 (співавт.);
- Коарктация аорты: реакция гемокапилляров на изменения артериального давления // Арх. патологии. 1991. № 2 (співавт.);
- Об этиологии приобретенных пороков сердца в Украине (морфологическое исследование) // УКЖ. 1995. № 3 (співавт.);
- Опухоли сердца. К., 2005;
- The role of arterial hypertension in morphogenesis of aortic dissection and aneurysma formation // Hypertension. Berlin, 2008 (співавт.).

## Відзнаки
У 2006 році за монографію «Опухоли сердца (проблемы диагностики и хирургического лечения)» нагороджена премією НАН України імені М. М. Амосова.

У 2017 році за участь у спільній роботі «Хірургічне лікування патології грудної аорти» нагороджена Державною премією України в галузі науки і техніки.

## Цікавий факт
Валентину Петрівну згадує у своїй книзі «Книга про щастя та нещастя. Книга перша» Микола Амосов:
|  | Валя (Валентина Петрівна Захарова, наш патологоанатом, молода жінка, всі ми її дуже любимо, хоча радощів вона нам ніколи не приносить) доповіла результати розтину. Хворий, який помер у середу на столі, загинув від того, що в гирло лівої коронарної артерії потрапила нитка. |